# Наследницата (филм, 1984)
 Тази статия е за българския филм „Наследницата“ на Иван Андонов.  За други значения вижте Наследницата.  
„Наследницата“ е български телевизионен игрален филм (криминален) от 1984 година на режисьора Иван Андонов, по сценарий на Николай Никифоров. Оператор е Пламен Вагенщайн. Художник е Ася Попова. Автор на музиката е Георги Генков.

## Любопитно
- Филмът е 4-тият от поредицата „Издирва се“[1].
- Работно заглавие на поредицата е „Досиетата“.
- Посвещава се на 40-годишнината от създаването на Народната милиция[2].

## Сюжет
Възрастната Велика Самсарова е намерена жестоко убита в дома си. Следователите тръгват по следите на престъплението. Разпитан е братът на убитата, който е бил забелязан в дома ѝ. Единствена наследница на заможната Самсарова е племенницата ѝ Силвия, която в момента на убийството е била в чужбина. Следователите се срещат с бившия ѝ съпруг, а също и с любовниците ѝ – Узунов и Ранков.
Те описват Силвия като очарователна, но безогледна жена. Ранков е единственият мъж, който я е отхвърлил и тя убеждава Узунов да обере дома му. Постигнала отмъщението си, Силвия къса с Узунов. Разяждан от ревност, той я следи и забелязва, че тя се среща с младо момче – таксиметровият шофьор Петър Курдов.
Разбрал, че е издирван от милицията, младежът открадва колата на Силвия и прави опит да премине границата. Заловен, Курдов признава всичко – изнудван от родителите на своя приятелка за голяма сума, изпаднал в безизходица, той се съгласява да убие Самсарова по поръка на племенницата ѝ.
Възрастната жена, която дава квартири на Балкантурист, всъщност държи публичен дом за чужденци и принуждава и племенницата си да проституира. Курдов започва да ѝ помага в домакинството, но не намира сили за убийството. Една вечер Самсарова се опитва да го прелъсти и отвратеният младеж я убива. Силвия решава да избяга в чужбина, но на границата е арестувана..

## Актьорски състав
| В главните роли     | Изпълнител       |
| ------------------- | ---------------- |
| Ватева              | Цветана Манева   |
| Бойчинов            | Любен Чаталов    |
| Силвия              | Ренета Дралчева  |
| Петър Курдов        | Николай Цанков   |
| Узунов              | Стефан Данаилов  |
| Самсарова           | Стоянка Мутафова |
| братът на Самсарова | Константин Коцев |
| оперативен работник | Павел Поппандов  |
| Ранков              | Петър Гюров      |
| Миланов             | Стефан Мавродиев |
| Оперативен работник | Радослав Стоилов |
|                     | Бойко Илиев      |
|                     | Мариус Фридманов |
|                     | Арсо Арсов       |
|                     | Николай Стоянов  |
|                     | Симеон Викторов  |
|                     | Стефка Кацарска  |
|                     | Тодор Пройков    |
|                     | Надя Кесякова    |

и други